# Proteopharmacis albostriata
Proteopharmacis albostriata är en fjärilsart som beskrevs av Butler 1882. Proteopharmacis albostriata ingår i släktet Proteopharmacis och familjen mätare. Inga underarter finns listade i Catalogue of Life.